# Invisible Connections
Invisible Connections é um álbum de estúdio do músico grego Vangelis, lançado em 1985.

## Faixas
1. "Invisible Connections" – 18:30
2. "Atom Blaster" – 7:50
3. "Thermo Vision" – 13:19